# Rakettschwanzelstern
Die Rakettschwanzelstern (Crypsirina) sind eine Gattung der Rabenvögel (Corvidae), die zwei Arten – Spatelschwanzelster (C. cucullata) und Rakettschwanzelster (C. temia) – umfasst. Rakettschwanzelstern sind relativ kleine, schwarz-graue Vertreter ihrer Familie und zeichnen sich durch kurze, kräftige Schnäbel, seidiges Stirngefieder und ihre langen, zum Ende hin verbreiterten Schwanzfedern aus, die an ein Rakett erinnern. Ihr Verbreitungsgebiet erstreckt sich von Myanmar bis nach Bali, spart allerdings Sumatra und die südliche Malaiische Halbinsel aus. Rakettschwanzelstern sind Vögel der südostasiatischen Tieflandwälder, wo sie sich im dichten Geäst von Bäumen und Sträuchern bewegen. Sie sind Allesfresser, bevorzugen aber Insekten als Nahrung und bewegen sich bei der Nahrungssuche häufig auch in größeren Gruppen.
Rakettschwanzelstern sind Einzelbrüter, bauen ein offenes Nest in Bäumen und Büschen und die Gelege umfassen zwei bis vier Eier. Die Gattung Crypsirina wurde 1816 von Louis Pierre Vieillot erstbeschrieben. Ihre nächsten Verwandten sind die Baumelstern (Dendrocitta), die Leiterschwanzelstern (Temnurus) und die Trauerelstern (Platysmurus), die zeitweise alle in diese Gattung gestellt wurden. Typart der Gattung ist die Rakettschwanzelster (C. temia). Während die Rakettschwanzelster nicht als bedroht gilt, steht die Spatelschwanzelster auf der Vorwarnliste von BirdLife International.

## Merkmale

### Körperbau und Färbung
Rakettschwanzelstern gehören mit 29–33 cm Gesamtlänge und 114–145 g Körpergewicht zu den kleinsten rezenten Rabenvögeln. Sie sind kompakt gebaut, besitzen aber auffällige, lange Schwänze. Wie auch die verwandten Baumelstern, Trauerelstern und Leiterschwanzelstern besitzen sie eher kurze, kräftige und gekrümmte Schnäbel. Die Beine sind relativ kurz und zierlich. Ein auffälliger Geschlechtsdimorphismus besteht nicht. 
Sowohl die Rakettschwanzelster (C. temia) als auch die Spatelschwanzelster (C. cucullata) besitzen grün glänzendes Kopfgefieder. Bei der Rakettschwanzelster ist auch der Rest des Körpergefieders grünlich schimmernd schwarz gefärbt. Das Gefieder der Spatelschwanzelster ist nur auf den Schwungfedern und dem mittleren Steuerfederpaar glanzlos schwarz gefärbt, der Rest des Gefieders ist hellgrau und wird von weißen Rändern gesäumt. Charakteristisch für die Gattung ist vor allem die Nasal-, Stirn- und Zügelbefiederung aus tiefschwarzen, glanzlosen und seidigen Federn. Sie ersetzen bei den Rakettschwanzelstern die steifen Nasalborsten anderer Rabenvögel und bedecken, obwohl sehr kurz, die Nasenlöcher. Die Flügel sind kurz und breit. Die Steuerfedern sind stark gestuft, das mittlere Steuerfederpaar darüber hinaus noch verlängert. Anders als die meisten Rabenvögel haben Rakettschwanzelstern nur zehn statt zwölf Steuerfedern. Die mittleren Steuerfedern sind am Ende verbreitert, was bei zusammengelegtem Schwanz zu der charakteristischen Schlägerform führt. Jungvögeln fehlt dieses äußere Merkmal, auch sind ihre Schwanzfedern insgesamt schmaler als die geschlechtsreifer Individuen. 

### Flugbild und Fortbewegung
Rakettschwanzelstern bewegen sich fast ausschließlich im Geäst und kommen nur äußerst selten auf den Boden. Der lange Schwanz hilft ihnen, sich flink im Dickicht zu bewegen. Auf dem Boden bewegen sie sich durch ihre kurzen Beine und langen Schwänze eher ungeschickt. Im Flug legen Rakettschwanzelstern meist keine größeren Distanzen zurück. Die Flügelschläge verursachen ein deutlich vernehmbares Rauschen. 

### Lautäußerungen
Das Rufrepertoire der Rakettschwanzelstern ist nur sehr spärlich erforscht. Sowohl raue, scheckernde und metallisch-ratternde Rufe als auch sanftere, klagende Rufe sind von beiden Arten bekannt; viele Berichte darüber sind aber eher anekdotischer Natur. 

## Verbreitung und Wanderungen
Das Verbreitungsgebiet der Spatelschwanzelster (C. cucullata) beschränkt sich auf das Tiefland des Irrawaddy und des Sittang in Zentralmyanmar. Im Südosten Myanmars schließt das Verbreitungsgebiet der Rakettschwanzelster an, das nordwärts knapp bis nach Yunnan reicht und mit Ausnahme Zentralthailands die gesamte Indochinesische Halbinsel einschließt. Südwärts erstreckt es sich bis in den Norden der Malaiischen Halbinsel. Jenseits einer mehrere Hundert Kilometer großen Verbreitungslücke schließen auf Java und Bali weitere Artareale der Rakettschwanzelster an. Ob Sumatra und andere Regionen in früherer Zeit ebenfalls zum Verbreitungsgebiet gehörten, ist unklar; die Zuordnung dreier Rakettschwanzelster-Individuen zu Sumatra und Borneo ist wohl einem Irrtum geschuldet. Beide Arten der Gattung gelten als Standvögel, auch wenn zu diesem Aspekt nur wenig bekannt ist. 

## Lebensraum
Rakettschwanzelstern bewohnen vorwiegend offene, trockene Tieflandwälder (etwa mit Zweiflügelfruchtbäumen), Waldränder, Sekundärwald und teilweise auch die Randbereiche von Mangroven sowie menschlicher Siedlungen. Die Rakettschwanzelster ist hierbei offenbar toleranter als die Spatelschwanzelster, die stärker an trockenen Wald gebunden ist. Die vertikale Verbreitungsgrenze liegt für beide Arten bei rund 1000 m.

## Lebensweise

### Ernährung
Rakettschwanzelstern ernähren sich sowohl von Wirbellosen als auch von Früchten, Insekten machen den Hauptteil der Nahrung aus. Sie werden meist in Baumkronen oder Büschen von den Blättern abgelesen. Meist handelt es sich um Käfer, Spring- und Fangschrecken oder Termiten. Trinken und Baden gehören zu den wenigen Gelegenheiten, zu denen Rakettschwanzelstern das Geäst verlassen und sich auf den Boden begeben. 

### Sozial- und Territorialverhalten
Über das Sozialverhalten der Gattung ist nur wenig bekannt. Beide Arten sollen sich einzeln, in Paaren oder in kleinen Familienverbänden bewegen. Von der Spatelschwanzelster liegen Berichte über etwa 30 Vögel starke Schwärme vor. 

### Fortpflanzung und Brut
Zwar sind Rakett- und Spatelschwanzelster beide Einzelbrüter, unterscheiden sich aber in der Nestkonstruktion: Während erstere ein schalenförmiges Nest baut, wird das der letzteren als eher kuppelförmig beschrieben. Beide Arten legen zwei bis vier Eier.

## Systematik
Autor des Taxons Crypsirina ist Louis Pierre Vieillot, der die Gattung 1816 in seiner Analyse d'une nouvelle ornithologie élémentaire aufstellte. Das grammatische Geschlecht ist weiblich, Typusart ist die Rakettschwanzelster (C. temia). 
Die Rakettschwanzelstern entstammen einer sehr ursprünglichen Entwicklungslinie der Rabenvögel, die sich im südostasiatischen Raum ausdifferenzierte. Neben den heute paläarktisch vorkommenden Bergkrähen (Pyrrhocorax) gehören hierzu auch die Baumelstern (Dendrocitta), die Leiterschwanzelstern (Temnurus) und die Trauerelstern (Platysmurus). Mit den letzteren drei Gattungen wurde sie lange Zeit in der Gattung Crypsirina zusammengefasst, wobei die Rakett- und die Spatelschwanzelster in eine gleichnamige Untergattung gestellt wurden. Diese Unterteilung basierte vor allem auf morphologischen Merkmalen wie der Schnabelform und der Beschaffenheit des Kopfgefieders und wurde etwa von Dean Amadon oder Derek Goodwin (zumindest teilweise) in ihren einflussreichen Systematiken der Familie vertreten. Tatsächlich wird Amadons Konzept von molekulargenetischen Befunden gestützt, auch wenn die Gattungen heute alle als eigenständig gelten. 

## Gefährdung
Weder für die Spatelschwanzelster noch für die Rakettschwanzelster liegen Bestandserfassungen oder -schätzungen vor. Während die Rakettschwanzelster als ungefährdet gilt, steht die Spatelschwanzelster auf der Vorwarnliste von BirdLife International, da Bestand und Lebensraumgröße seit Ende des 20. Jahrhunderts offenbar abgenommen haben. 